# سردر (غافروبارمون)
سردر (بالفارسية: سردر) هي قرية تقع في إيران في هرمزغان. يقدر عدد سكانها بـ 0 نسمة بحسب إحصاء 2016.